# Mehmed Talat Pascià
Mehmed Talat Pascià (in turco ottomano محمد طلعت; Edirne, 1º settembre 1874 – Berlino, 15 marzo 1921) è stato un politico turco, uno dei leader dei Giovani Turchi insieme ad Ahmed Cemal e ad Ismail Enver; ricoprì un ruolo equivalente al ministro dell'interno (dal 1913 al 1918) nell'Impero ottomano.

## Biografia
Fu uno dei principali sostenitori dell'entrata dell'Impero ottomano nella prima guerra mondiale al fianco della Germania e durante questa contribuì all'organizzazione del genocidio armeno, del genocidio degli assiri e di quello dei greci del Ponto, venendo perciò poi condannato dal tribunale del sultano alla fine del conflitto, insieme agli altri due componenti dei "Tre Pascià". La rivoluzione di Atatürk, sovvertendo l'ordine politico della Turchia, ne permise la liberazione.
Affiliato alla confraternita sufi dei Bektashi e massone, a partire dal 1903 fu membro della loggia di Salonicco "Macedonia Risorta", appartenente al Grande Oriente d'Italia; fu il primo Gran maestro  della Gran Loggia di Turchia, fondata nel 1909.
Gli armeni lo chiamano l'Hitler turco. Talaat fu assassinato a Berlino nel 1921 da Soghomon Tehlirian, un membro della Federazione Rivoluzionaria Armena, nell'ambito dell'Operazione Nemesis.